# Apothicaire
Les apothicaires étaient les précurseurs des pharmaciens. Ils préparaient et vendaient des breuvages et des médicaments pour les malades.
« Apothecarius » vient du bas latin, et signifie « boutiquier » ce qui correspondait essentiellement aux pratiques des XIIIe et XIVe siècles, où la boutique était l'élément qui différenciait le commerçant sérieux du charlatan de passage. La profession s'autonomisa au XVIIIe siècle et l’apothicairerie fut progressivement remplacée par la pharmacie à partir du XIXe.

## Histoire

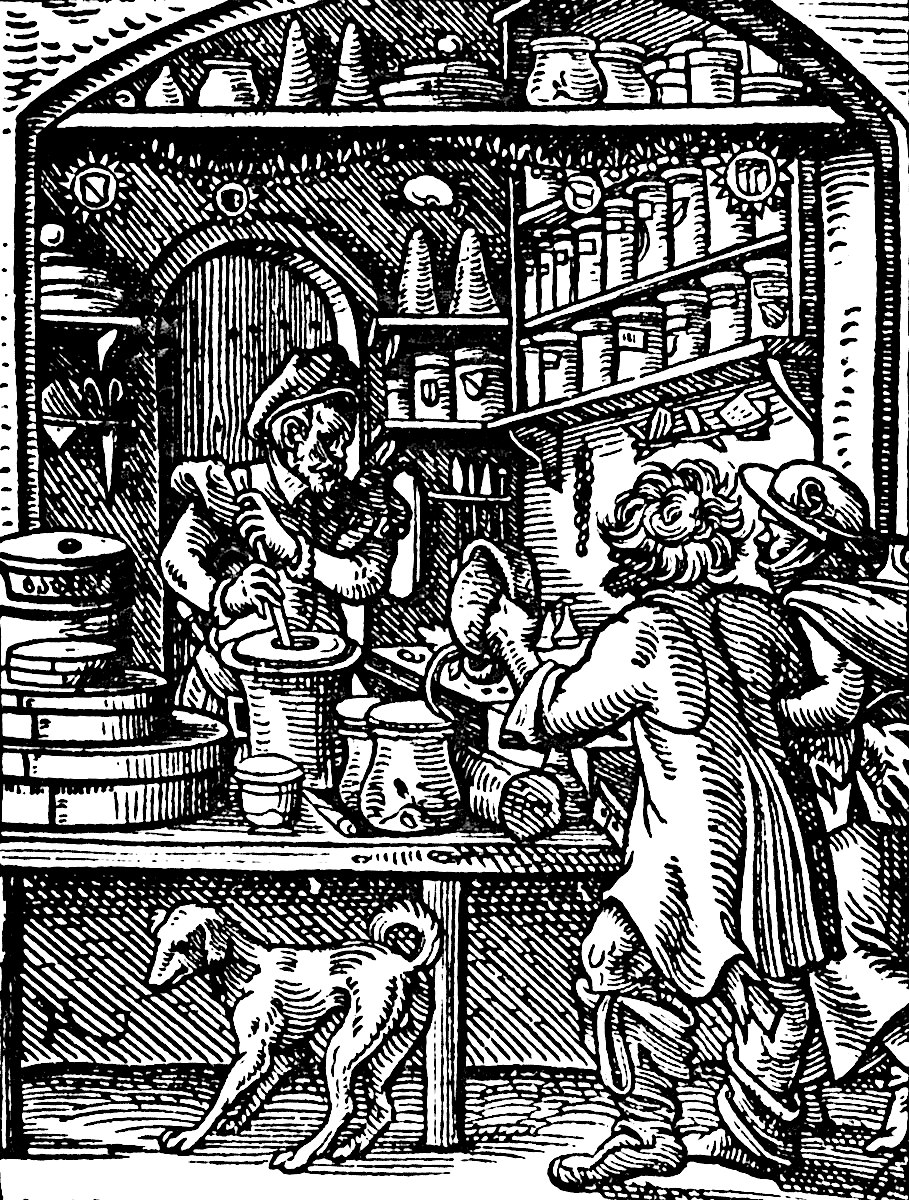
Apothicaire par Jost Amman et Hans Sachs, 1568.

### Les apothicaires durant l'Antiquité
La fonction d'apothicaire pourrait remonter à 2600 av. J.-C. à Sumer où des textes médicaux mésopotamiens, mêlés à des incantations religieuses, sont attestés sur deux tablettes d'argile dont les cunéiformes mentionnent des symptômes, des prescriptions et des conseils pour les combiner. Le Papyrus Ebers de l'Égypte ancienne, écrit autour de 1500 av. J.-C., contient une collection de plus de 800 prescriptions et mentionne plus de 700 médicaments différents. En Grèce antique, Dioscoride écrit son traité De materia medica vers 60 apr. J.-C. qui fournit une base scientifique et critique aux pharmacopoles, droguistes qui fabriquent et vendent leurs produits chimiques aux médecins (les plantes médicinales sont quant à elles préparées par des herboristes).

### Les apothicaires au Moyen Âge et à l'époque moderne

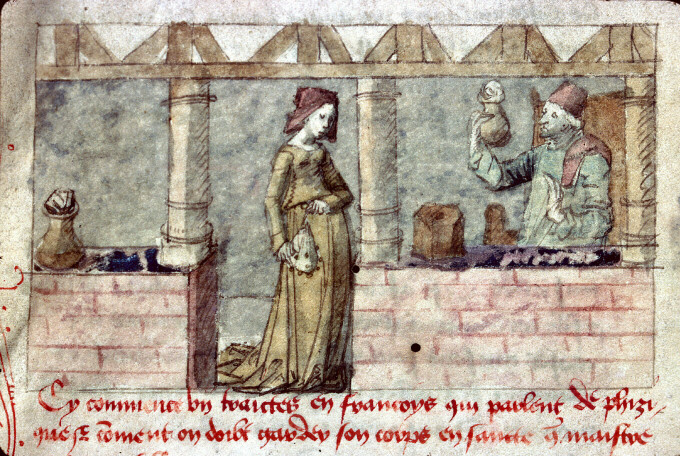
Apothicaire (France, XVe siècle).

Jusqu’en 640, date de la destruction de la bibliothèque d'Alexandrie, les apothicaires sont ambulants et confondus avec les charlatans.

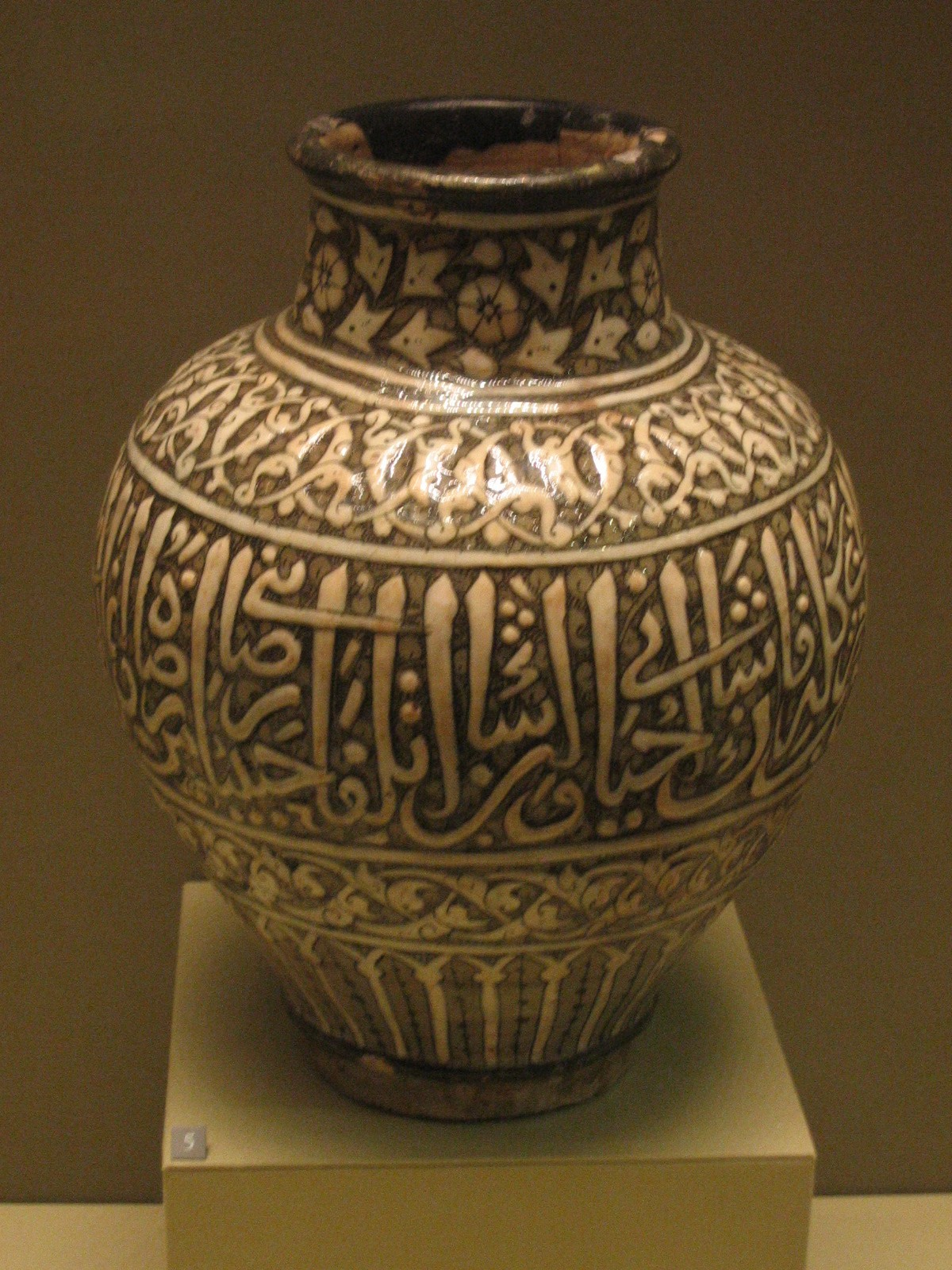
Vase d'apothicaire, Égypte, XIVe siècle.

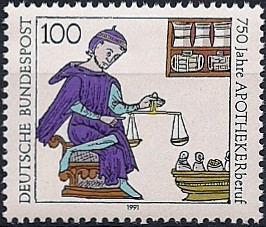
Apothicaire avec sa camisole et sa toque, se servant de sa balance (1492).

Dès le Ve siècle, Cassiodore recommande aux monastères et couvents de disposer d'un apotecarius qui a un rôle de médecin et de pharmacien-naturaliste. Les connaissances pharmaceutiques antiques sont transmises à l’Occident, grâce aux médecins arabes qui créent de nouvelles formes pharmaceutiques (sirops, loochs, juleps). Parmi eux, Avicenne est l’auteur d’un Canon de la médecine et le premier à imaginer de dorer et argenter les pilules. Outre des généralités sur la science, l’ouvrage traite de différentes maladies, mais aussi de nombreuses préparations pharmaceutiques : décoctions, sirops, poudres, thériaques. Abondamment traduit durant tout le Moyen Âge, le Canon est orné de miniatures qui mettent en scène médecins et apothicaires. La société féodale subissait d'importantes transformations sociales. Les marchands et artisans de certains métiers avaient pris l'habitude de se grouper dans des associations héritières des guildes nordiques, connues sous le nom de corporations. Seuls les apothicaires vendaient du sucre et ils appartenaient à la corporation des épiciers. La formation de l’apothicaire était, dans ses débuts, exclusivement pratique, consistant en un long apprentissage des tours de mains nécessaires pour réussir les préparations. Les maîtres apothicaires se chargeaient, dans leur apothicairerie, de l’instruction des candidats à la maîtrise. L’apprenti devait avoir des notions de latin et de grammaire afin de lire les formulaires et les ordonnances des médecins. Après en moyenne quatre ans d’apprentissage et de trois à dix ans de compagnonnage, l’élève, après avoir présenté un certificat de bonne vie et mœurs, pouvait accéder à la maîtrise à la suite d’épreuves multiples payantes dont la confection d’un chef-d’œuvre.
Des boutiques d'apothicaire tenues par des pharmaciens arabes existent au Moyen Âge à Bagdad dès l'an 754 sous le califat abbasside. Des apothicaires sont également présents dans l'Espagne musulmane dès le XIe siècle, ils utilisent notamment des grabadins, antidotaires arabes,.
Des communautés d'apothicaires se constituèrent. Elles sont à l'origine du caractère réglementé que la pharmacie conserve aujourd'hui. À l'origine, ces communautés se distinguaient mal de celle des médecins jusqu'à l'édit de Salerne (de) édicté par Frédéric II en 1241, édit qui sépare juridiquement les deux corporations et marque l'acte de naissance de la profession d'apothicaire,. Cet édit servant de modèle en Occident mettra cependant plusieurs siècles à devenir effectif, comme le montre la corporation Arte dei Medici e Speziali.
Plus que « remèdes de bonne femme », la pharmacopée occidentale vient de l'institutionnalisation en Europe des préparations venant des abbayes comme celles d'Hildegarde de Bingen en Allemagne au XIIe siècle, cela forme un tournant historique dans le traitement de la maladie chez un individu et se sépare de la « digestion des humeurs » qui concerne l'alimentation. L'apothicaire prépare remèdes et cataplasmes.
Les premiers statuts français s'établirent d'abord dans le Midi de la France à Montpellier dès le XIIe siècle puis à Avignon (1242), Paris (1271), Toulouse (1309), Caen (1346), Perpignan (1381), Bordeaux (1414), les vendeurs de remèdes s'appelant alors pigmentarii, speciarii, apothecarii, piperarii ou pebrarii, aromatorii, etc. En 1258, Saint-Louis donna un statut aux apothicaires, confirmé par Philippe le Bel et par le roi Jean Le Bon en 1339. À l'époque farmacie désigne le geste de purgation avec un médicament. En 1484, Charles VIII promulgua une ordonnance disposant que « doresnavant nul espicier de nostre dicte ville de Paris ne s'en puisse mesler du fait et vacation d'apothicairie si le dit espicier n'est lui-même apothicaire », distinguant clairement les épiciers en épiciers simples et en apothicaires (jusqu'en 1450, la corporation des épiciers et des apothicaires était bien distincte). L'ordonnance de Louis XII en 1514 consacra la supériorité des apothicaires (« Qui est épicier n'est pas apothicaire, qui est apothicaire est épicier ») et celle de François II en 1560 réunit les deux professions dans la même corporation. Le pharmacien se distingue des commerçants. Des conflits éclatant entre les deux professions (ils concernaient principalement la jurande et les charges héréditaires), une déclaration royale de Louis XIV le 24 octobre 1691 sépara les deux corps qui, constatant les répercussions financières négatives de cette décision, la firent abroger six mois plus tard,.

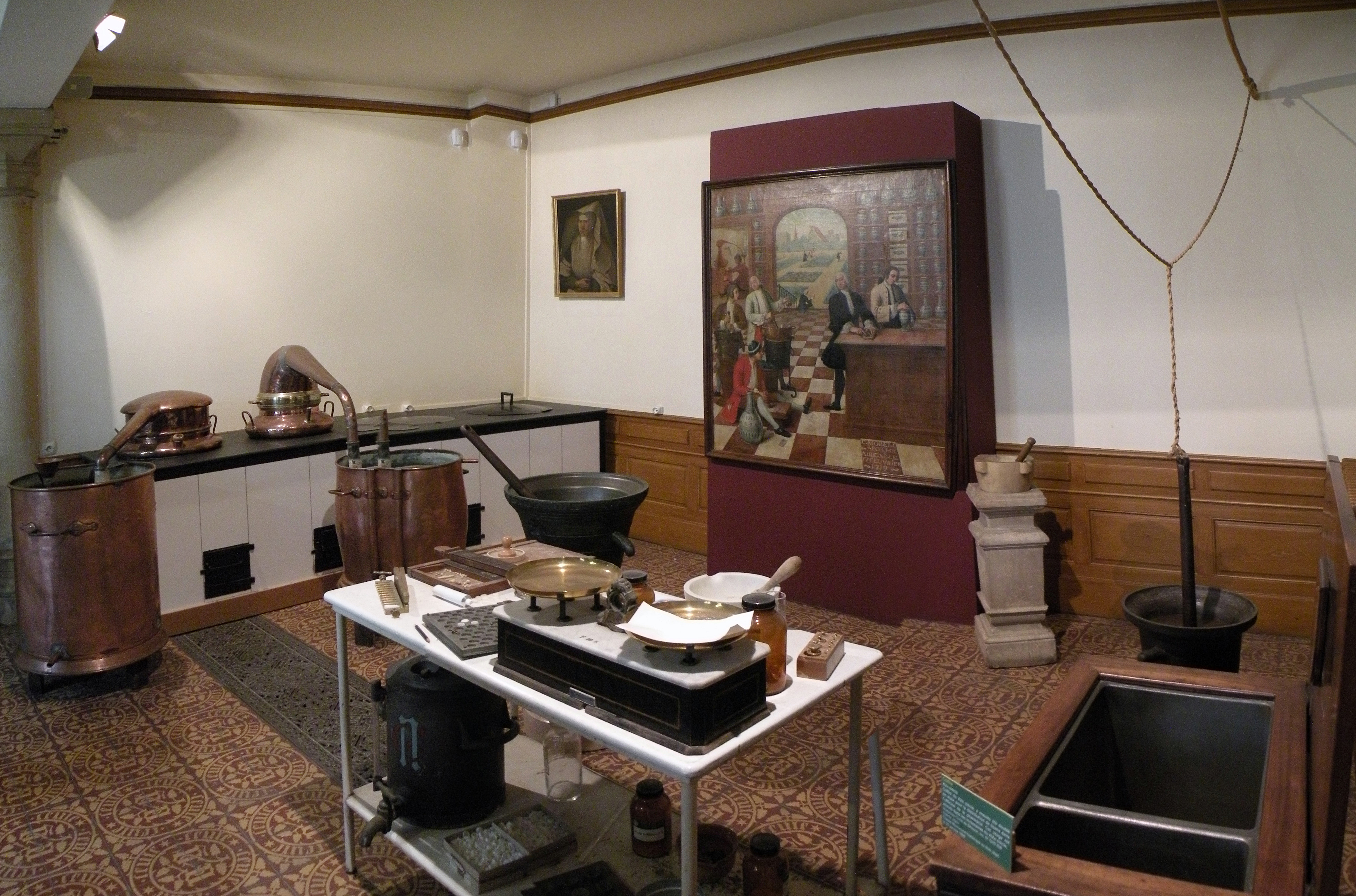
Salle de préparation de l'apothicairerie des Hospices de Beaune.

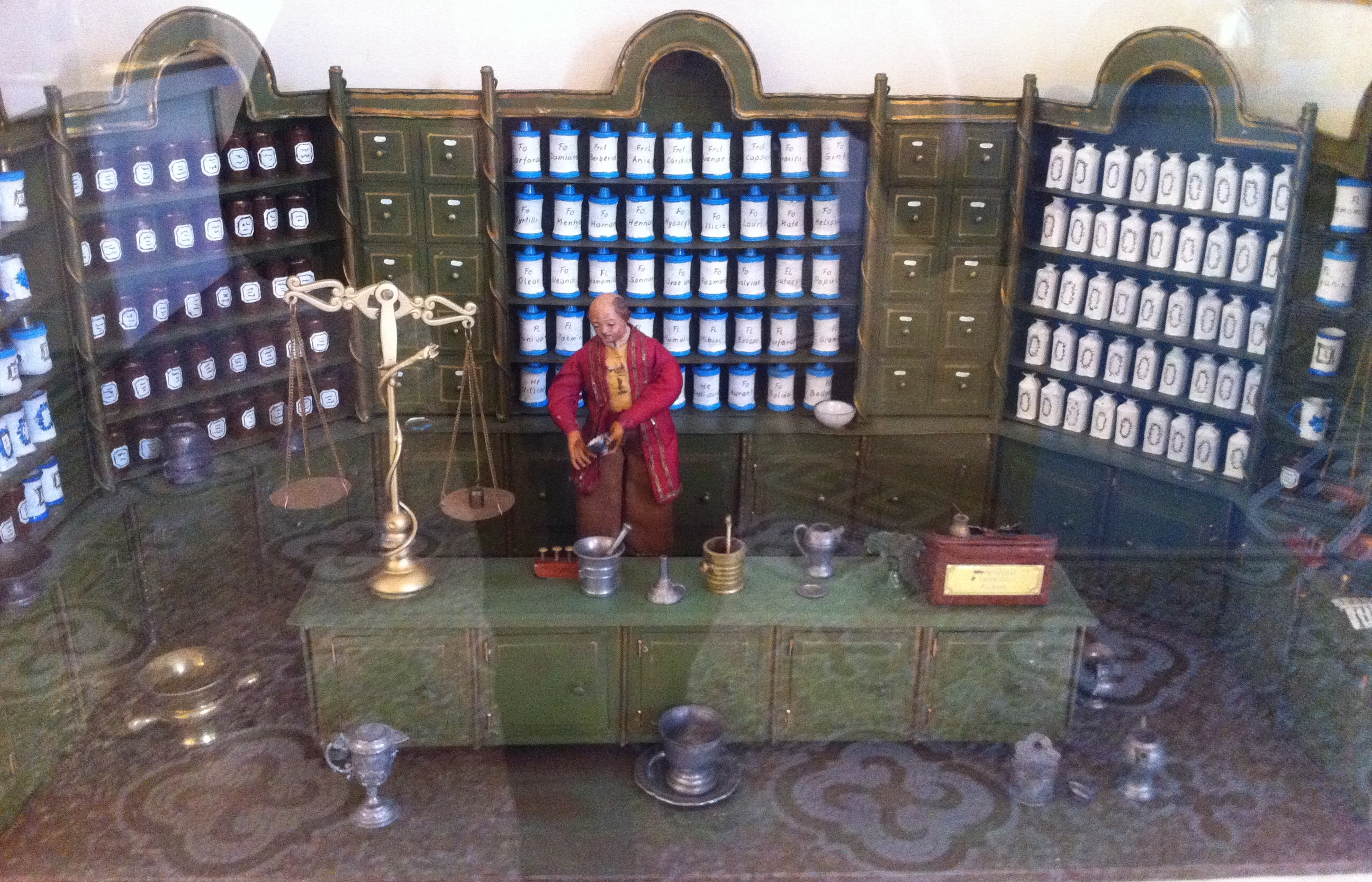
Maquette d'une apothicairerie au XIXe siècle. L'apothicaire se tient derrière sa longue table qui sert à la fois de plan de travail et de comptoir de vente. Sur les étagères sont rangés de nombreux pots en faïence. Des tiroirs en bois, et non des boites, servent à conserver les plantes. Sur le comptoir se trouvent les instruments : balance, mortiers, entonnoir, cruches… Maquette (bois, métal…) réalisée par un collectionneur, 1re moitié du XXe siècle.

De nouvelles fonctions incombèrent ainsi progressivement aux apothicaires, contrôle des marchandises et surveillance des poids et mesures. Conséquence sans doute naturelle du régime corporatif, de nombreux conflits s'élevèrent entre les divers corps de métiers : les apothicaires furent aux prises avec les charlatans, les herboristes, les merciers et les chirurgiens barbiers. Jaloux de ses prérogatives, conscient de la noblesse de son art, veillant à se distinguer d'autres professionnels, membre d'une corporation influente et détenteur de drogues rares et prestigieuses, l'apothicaire du XVIe siècle était considéré comme un notable bourgeois (ne recevant pas d'appointement, il s'agit d'un véritable commerçant). Par exemple, la vente du tabac, sous forme de poudre, est réservée aux apothicaires.
À cette époque la chimie de la transformation d'une matière par son association avec une autre n'est pas encore séparée de l'alchimie, mais le Serment de Galien existe déjà pour exprimer la bonne foi de l'apothicaire et ses bonnes intentions. Un célèbre apothicaire au XVIIIe siècle fut Antoine Parmentier qui dirigea l'apothicairerie de l'hôtel des Invalides, une apothicairesse connue fut Elizabeth Garrett Anderson, membre de la Vénérable société des apothicaires (en) de Londres.
Au moins au début du XVIIIe siècle, l'examen de réception à la maîtrise d'apothicaire est non seulement long (à Arras, il dure 29 jours) mais aussi très couteux : les examinateurs sont de plus en plus nombreux et l'aspirant apothicaire doit leur fournir honnêtetés de bouche et beuvettes, autrement dit les nourrir et les abreuver, y compris les épouses des apothicaires examinateurs. à Arras, l'autorité royale intervient fermement le 12 mai 1719 ; et le 2 juin suivant, la durée de l'examen est réduite à 10 jours payés 50 sols par jour (et par personne), tout jour supplémentaire n'étant pas payé.

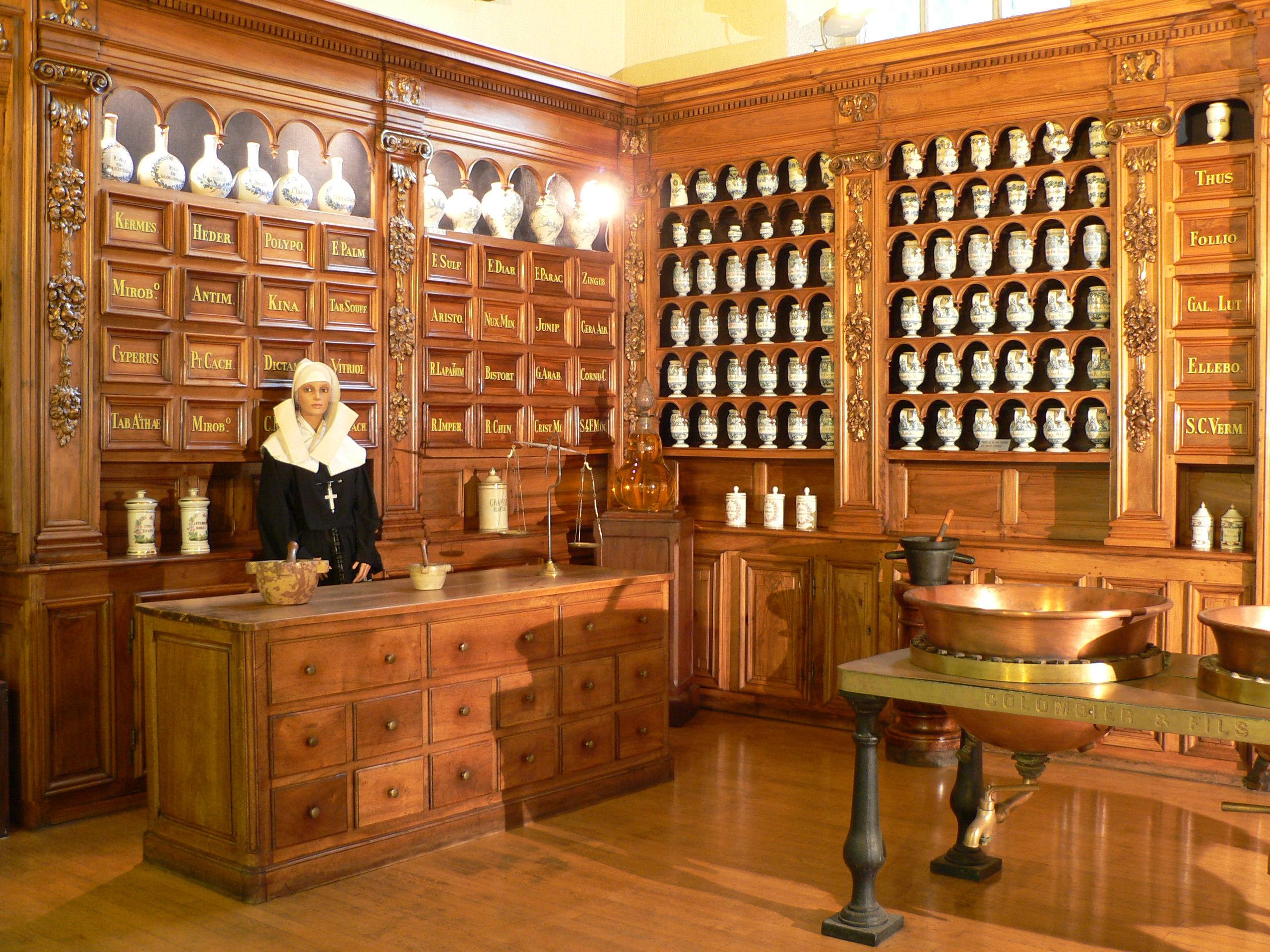
Apothicairerie (Hôtel-Dieu Lyon), musée des Hospices civils de Lyon.

L’apothicairerie, comme celle de Besançon, disposait généralement d'un comptoir en bois, de commodes avec tiroirs d'apothicaire (tiroirs pourvus de poignées en cuivre et d'étiquettes, réservés aux simples) et de rayonnages présentant des bocaux, burettes à anche et chevrettes pour les sirops, pots en faïence avec des étiquettes peintes, silènes en bois peint. Sur les poutres de la boutique pouvaient être suspendus lézards empaillés, œufs d’autruche, serpents. Dans la salle de préparation, l'apothicaire utilisait principalement une balance avec scrupule (système de mesure du fluide scrupule) et une balance à trébuchet, des seringues (pour l'administration des clystères) et canules, des pistons de rechange, des moules à pilules, le mortier et pilon, des bassines, chaudrons et alambics préparant les eaux distillées.

### De l'apothicaire au pharmacien

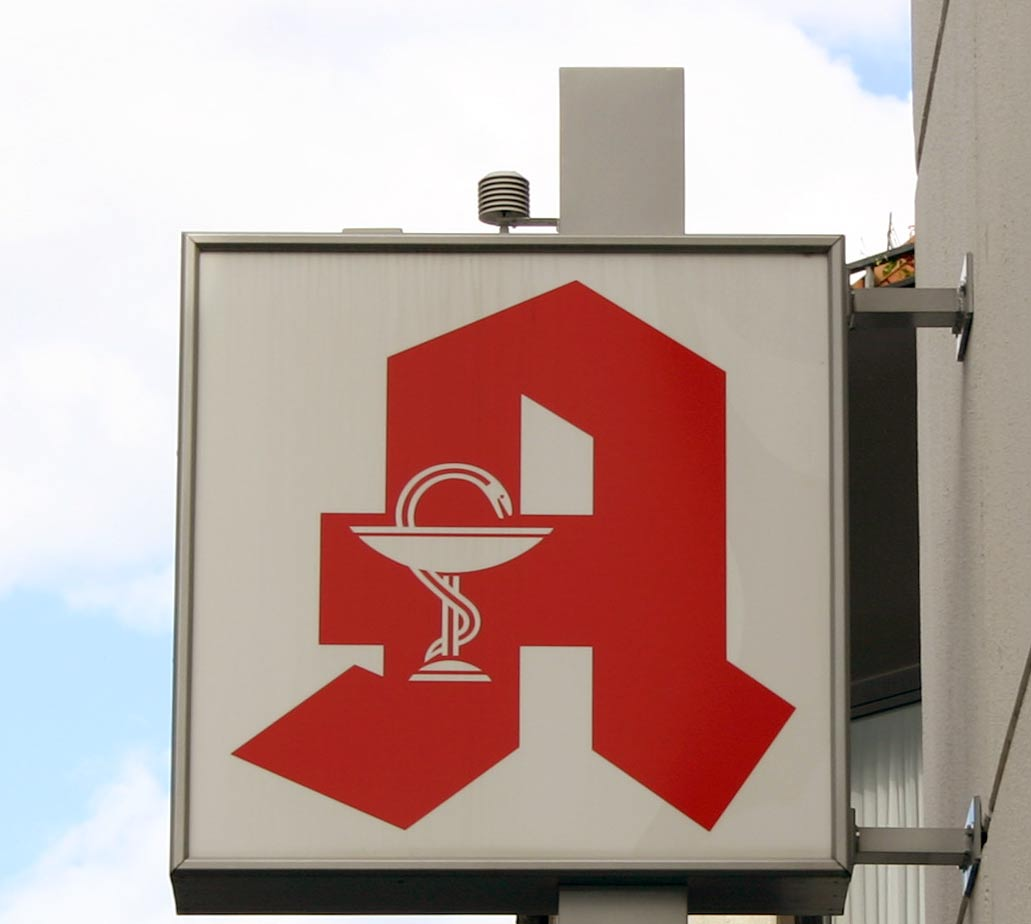
Le symbole moderne rouge d'une Apotheke en Allemagne (équivaut à une croix verte en France).

En 1777, à la suite d'un décret de Louis XVI remplaçant le jardin des apothicaires par le Collège de pharmacie, les apothicaires prennent le nom de pharmaciens et obtiennent, après de nombreuses querelles avec les médecins, les chirurgiens et surtout les espiciers, l'exclusivité de la préparation des remèdes. Cette déclaration sépare la corporation des apothicaires de celle des épiciers, reconnaissant ainsi le monopole de la vente des médicaments aux seuls membres du Collège royal de pharmacie. Il officialise ainsi la pharmacie comme une branche de la médecine nécessitant des études et des connaissances approfondies. La loi du 21 germinal an XI (11 avril 1803) régit l'exercice de la pharmacie et crée deux ordres de pharmaciens: en officine et à l'hôpital. Elle interdit aux épiciers-droguistes de vendre des drogues simples au poids médicinal. Avant cette loi, la pharmacie n'était régie par aucune législation régulière ; il y avait cependant une foule d'édits qui la concernaient.
L'organisation moderne de la pharmacie date de cette époque et durant cette période le mot apothicaire disparaît au profit de celui de pharmacien. Les lois 1803 prévoient la création des écoles de pharmacie et trois écoles sont créées à Paris, Montpellier et Strasbourg. Elles ne deviennent des facultés qu'en 1840. La préparation magistrale a tendance à disparaître dans les pays occidentaux depuis la révolution industrielle qui voit l'avènement de l'industrie de la chimie fabriquant les médicaments. Un apothicaire qui a un magasin d'herboristerie doit actuellement en France avoir un diplôme de pharmacien (depuis le régime de Vichy 1942).
En Allemagne, de nos jours, on parle toujours d’Apotheker pour désigner un pharmacien, et d’Apotheke pour désigner une pharmacie. Il en va de même en Russie, ou la pharmacie s'appelle aptiéka (аптека).

## Voir aussi

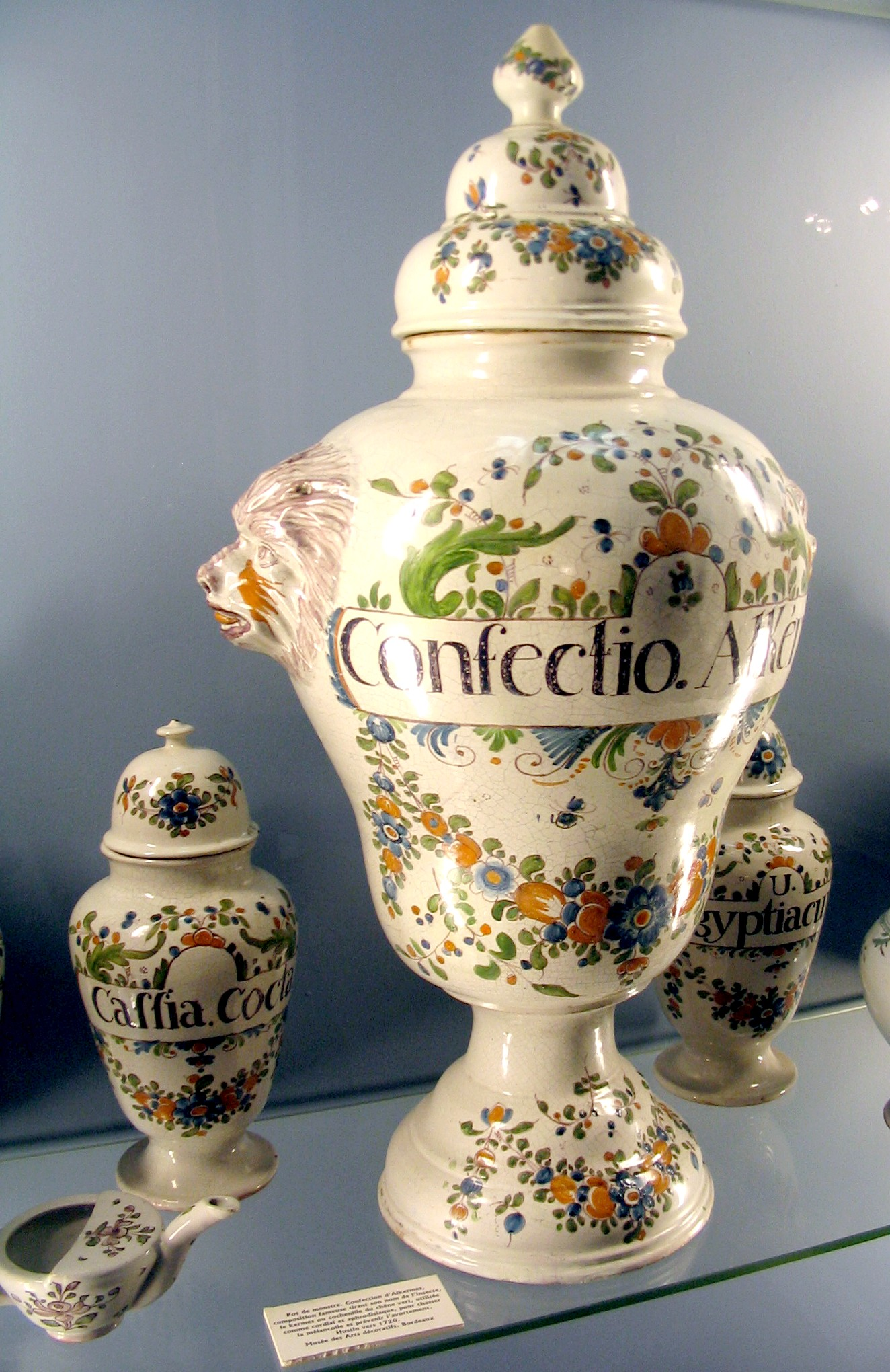
« Pot ou vase de monstre », appelé aussi « pot à thériaque » ou « pot à montrer », vase d'apparat polychrome d'apothicaire.